# Сулейманов, Алекпер Багирович
Сулейманов Алекпер Багирович (31 декабря 1916, c. Гатар, Кафанский район, Елизаветпольская (Гянджинская) губерния — 2000, Баку) — советский и азербайджанский учёный-нефтяник, доктор технических наук, профессор. Заслуженный инженер, заслуженный деятель науки и техники Азербайджанской ССР.

## Биография
Сулейманов Алекпер Багирович родился в с. Гатар Гафанского района Зангезурского уезда Елизаветпольской (Гянджинской) губернии. В 1922 году вместе с семьей переехал в Баку. С 1933 г. начал производственную деятельность. В 1937 г. окончил нефтяной техникум, в 1940 г. был назначен на должность управляющего трестом «Кергезнефть», в 1942 г. назначается управляющим трестом «Орджоникидзенефть». В 1949 г. им был теоретически обоснован и практически применён метод эксплуатации пескопроявительных скважин с подливом жидкости. В 1953 г. он окончил МИНХ и ГП им. акад. И. М. Губкина. В 1960 г. защитил кандидатскую диссертацию на тему: «Технология и техника эксплуатации скважин малого диаметра», а в 1964 г. — докторскую диссертацию на тему: «Разработка нефтяных месторождений скважинами малого диаметра». В 1965—1970 гг. работал заместителем министра нефтяной промышленности республики. В 1970—1972 гг. был руководителем ПО «Азнефть», «Каспморнефть», а в 1976—1980 гг. ПО «Каспморнефтегазпром». Под его непосредственным руководством разведаны и сданы в эксплуатацию месторождения нефти и газа «Нефтяные Камни», «Зира», «Муровдаг», «Карабаглы», «Кюрсенги», «Мурадханлы», «Песчаный-море», «Грязевая Сопка», «б. Макарова», «Сангачалы-Дуванны-море-о. Булла», «о. Хара-Зира», «Южная», «Южная-2», «28 Апреля». По инициативе Сулейманова А. Б. была создана и построена первая глубоководная морская стационарная платформа на структуре имени 28 Апреля. Поисковым бурением на этой платформе было открыто крупное нефтяное месторождение «Гюнешли». В последующие годы были также открыты новые глубоководные месторождения «Чираг», «Азери», «Кяпаз». В 1980—2001 гг. работал заместителем директора по научной работе НИПИ «Гипроморнефтегаз». Благодаря его научным исследованиям и инженерному опыту были созданы комплексные гидротехнические сооружения и скважинная техника для освоения глубоких водных акваторий (150 м и более).
Сулейманов А. Б. — учёный в области разработки нефтяных и газовых месторождений. Область научных исследований: разработка и эксплуатация нефтегазоконденсатных месторождений; создание эксплуатационного оборудования; технология автоматизации нефтедобычи; повышение нефтеотдачи пластов. Им опубликовано свыше 350 научных статей, 12 монографий. Автор 155 изобретений. Им подготовлены 5 докторов и 16 кандидатов наук. В знак признательности выдающихся заслуг Сулейманова А. Б. перед нефтяной промышленностью Азербайджана и с целью увековечения его светлой памяти учреждены две стипендии имени Сулейманова А. Б.: одна — для студентов-бакалавров, другая — для магистров Азербайджанской Государственной Нефтяной Академии.
Сулейманов А. Б. трижды удостаивался званий лауреата Государственной премии СССР и Азербайджана, а также званий «Заслуженный деятель науки и техники Азербайджана», «Заслуженный инженер Азербайджана», «Почетный нефтяник СССР», «Почетный работник газовой промышленности СССР». Он награждён орденами Ленина, Знак Почета, Трудового Красного Знамени, Октябрьской Революции и медалями.
Избирался депутатом Верховного Совета СССР 9-го созыва, Верховного Совета Азербайджанской ССР 4-го, 6-го, 7-го, 8-го созыва. Был членом Президиума Высшей Аттестационной Комиссии, Председателем совета по топливно-энергетическим проблемам Комитета по науке и технике Азербайджанской Республики, членом редколлегии журнала «Азербайджанское нефтяное хозяйство», представлял Азербайджан на многих международных форумах.
Умер в Баку в 2000 году.

## Научные достижения
- Является автором известного способа борьбы с пескопроявлением в нефтяных скважинах, основанном на подливе чистой жидкости в затрубное пространство, получившем название — процесс А. Б. Сулейманова[4][5];
- В результате внедрения разработанных новой техники и технологий было дополнительно добыто свыше 1 млн тонн нефти и газа (в нефтяном эквиваленте).

## Награды
- 1941 г. — Почетный нефтяник Азербайджанской ССР;
- 1942 г. — Орден «Знак Почёта»;
- 1950 г. — Сталинская премия;
- 1952 г. — Сталинская премия;
- 1954 г. — Заслуженный деятель науки и техники Азербайджанской ССР;
- 1959 г. — Орден Трудового Красного Знамени;
- 1966 г. — Отличник нефтедобывающей промышленности СССР;
- 1966 г. — Почетный нефтяник СССР;
- 1966 г. — Орден Ленина;
- 1969 г. — Государственная премия СССР;
- 1969 г. — Заслуженный инженер Азербайджанская ССР
- 1971 г. — Орден Октябрьской Революции;
- 1987 г. — Почетный работник газовой промышленности СССР;
- 1990 г. — Государственная премия Азербайджанской ССР.

## Избранные научные труды

### Книги
- Аскеров М. М., Сулейманов А. Б. Ремонт скважин : Справочное пособие // Москва, Недра — 1993, 224 с.
- Сулейманов А. Б., Карапетов К. А., Яшин А. С. Техника и технология капитального ремонта скважин // Москва, Недра — 1987, 316 с.
- Сулейманов А. Б., Кулиев Р. П., Саркисов Э. И., Карапетов К. А. Эксплуатация морских нефтегазовых месторождений // Москва, Недра — 1986, 285 с.
- Сулейманов А. Б., Карапетов К. А., Яшин А. С. Практические расчеты при текущем и капитальном ремонте скважин // Москва, Недра — 1984, 224 с.
- Сулейманов А. Б., Абдуллаев А. А., Асланов М. М. Совершенствование организационной структуры автоматитизрованных промыслов // Москва, Недра — 1968, 220 с.
- Сулейманов А. Б. Разработка нефтяных месторождений скважинами малого диаметра // Баку, Азернешр — 1965, 454 с.
- Сулейманов А. Б. Технология и техника эксплуатации скважин малого диаметра. Ред. А. Х. Мирзаджанзаде // Баку, Азернефтнешр — 1960, 220 с.
- Сулейманов А. Б. Опыт эксплуатации скважин с 4-дюймовыми эксплуатационными колоннами // Москва-Ленинград, Гостоптехиздат — 1953, 48 с.

## О нём
- Сулейманов Алекпер Багир оглы. Азербайджанская Советская Энциклопедия — IX Том (С,T,У,Ф), стр. 100.[6]
- Сулейманов Алекпер Багир оглы (1916—2000) / Энциклопедический альбом нефти и газа России — история в лицах и свершениях // Москва, Ника-Д, 2012, стр. 804.[7]
- Ученые нефтяники Азербайджана /Институт геологии НАН Азербайджана // Баку, Нафта-пресс, 2007, с. 189—191. ISBN 978-9952-437-24-9[8]
- Кямаля Искендерова. Роль Алекпера Сулейманова в разработке морских нефтяных месторождений. Управление Национального Архива Азербайджанской Республики[9]